# Diocèse de Quimper et Léon
Le diocèse de Quimper et Léon est une circonscription territoriale de l'Église catholique en France, couvrant le département du Finistère. Il fait partie de la province ecclésiastique de Rennes.
Selon le Code de droit canonique de 1983, qui reprend les termes du concile Vatican II, le diocèse est « la portion du peuple de Dieu confiée à un évêque pour qu'il en soit, avec la coopération du presbytérium, le pasteur ».
L'évêque de Quimper et Léon est depuis le 20 juin 2015, Laurent Dognin, ancien évêque auxiliaire de Bordeaux.

## Histoire

### Cornouaille et Léon, deux diocèses indépendants jusqu'auXIXesiècle
Le diocèse actuel de Quimper et de Léon recouvre principalement le territoire antérieur de l'évêché de Léon et de la partie occidentale de l'évêché de Cornouaille.
Ces deux évêchés faisaient partie jusqu'à la Révolution française des neuf diocèses de la Bretagne historique.

#### Evêché de Cornouaille
Le diocèse de Quimper, ou de Cornouaille, a été érigé au Ve siècle par saint Corentin, l'un des sept saints fondateurs de la Bretagne, le saint patron du diocèse. Son territoire correspond alors au pays de Cornouaille. 

#### Evêché de Léon
Le diocèse de Léon, ou de Saint-Pol de Léon, a été érigé au VIe siècle par saint Paul Aurélien ou Pol de Léon, l'un des sept saints fondateurs de la Bretagne. Son territoire correspond alors au pays de Léon, au nord de l'actuel Finistère.  

### Redéfinition des frontières de l'évêché de Cornouaille à la suite du concordat

Carte des évêchés de France après le Concordat, le diocèse de Quimper englobe celui de Léon et une partie de celui de Cornouaille.

Le 29 novembre 1801, les diocèses bretons sont réorganisés afin de correspondre aux limites départementales en application du régime concordataire. L'évêque nommé afin de réorganiser le diocèse, Claude André, démissionne au bout de deux ans. C'est Pierre-Vincent Dombidau de Crouseilles, un prêtre du Béarn, qui est chargé à sa suite, de mettre en place la nouvelle administration diocésaine. En effet, la politique menée par Napoléon consiste à écarter les clercs bretons quand il s'agit de pourvoir les sièges épiscopaux de la région.
Le diocèse de Cornouaille perd une part importante de sa partie orientale au profit du diocèse de Vannes et du nouveau diocèse de Saint-Brieuc et Tréguier, mais il se voit par contre attribuer le diocèse de Léon et une partie du l'ancien diocèse de Tréguier, formant ainsi le diocèse actuel.

### Nouveau nom en 1853
C'est en 1853 que le diocèse inclut le terme de Léon dans sa dénomination, en référence au diocèse qu'il a absorbé lors du concordat. La dénomination devient celle qui est encore en vigueur aujourd'hui : le diocèse de Quimper et Léon.

## Organisation
Le diocèse de Quimper et Léon correspond au département du Finistère. Sa superficie est de 6 785 km2. En 2014, il comptait 900 000 habitants dont environ 733 000 catholiques.
Jusqu'en 2017, il était composé de 337 paroisses regroupées en 77 ensembles paroissiaux, lesquels formaient 14 doyennés, eux-mêmes répartis au sein de 3 archidiaconés, ceux de Quimper, Morlaix et Brest.
Le 12 avril 2017, pour faire face à la diminution du nombre de prêtres mais également à la baisse de la pratique religieuse et pour simplifier les structures administratives du diocèse, Laurent Dognin publie une nouvelle organisation paroissiale du diocèse, ne comptant plus que 20 paroisses . La nouvelle organisation est effective au 1er septembre suivant.

### Liste des paroisses depuis 2017[9]
| Nom de la paroisse           | Terroir                                                                                                 | Presbytère                     | Nombre de communautés chrétiennes locales | Nombre de prêtres desservant |
| ---------------------------- | --- | ------------------------------ | ----------------------------------------- | ---------------------------- |
| Saint-Corentin               | Quimper Bretagne Occidentale sans le pays Glazik, Locronan et Quéménéven                                | Quimper                        | 16                                        | 3                            |
| Notre-Dame-de-la-Mer         | Pays fouesnantais                                                                                       | Fouesnant                      | 10                                        | 2                            |
| Notre-Dame-des-Douze-Apôtres | canton de Concarneau avec Trégunc                                                                       | Concarneau                     | 12                                        | 1                            |
| Saint-Colomban               | canton de Quimperlé et canton de Moëlan-sur-Mer                                                         | Quimperlé                      | 19                                        | 3                            |
| Notre-Dame-de-la-Joie        | Pays Bigouden Sud et Plonéour-Lanvern                                                                   | Pont-l'Abbé                    | 17                                        | 2                            |
| Saint-Tugdual                | canton de Douarnenez et Haut Pays Bigouden sans Plonéour-Lanvern                                        | Douarnenez                     | 30                                        | 2                            |
| Sainte-Anne                  | Anciens canton de Châteaulin, canton de Briec, canton de Pleyben et Pont-de-Buis-lès-Quimerc'h, Lopérec | Châteaulin                     | 31                                        | 3                            |
| Sainte-Marie                 | Ancien canton de Crozon                                                                                 | Crozon                         | 7                                         | 1                            |
| Saint-Herbot                 | Anciens canton de Carhaix-Plouguer, canton de Huelgoat et canton de Châteauneuf-du-Faou                 | Carhaix                        | 3                                         | 1                            |
| Saint-Yves                   | Morlaix Communauté sans Carantec, Taulé, Locquénolé et Saint-Thégonnec                                  | Morlaix                        | 20                                        | 2                            |
| Saint-Paul-Aurélien          | canton de Saint-Pol-de-Léon et Carantec, Locquénolé, Taulé.                                             | Saint-Pol-de-Léon              | 19                                        | 3                            |
| Saint-Tiviziau               | Pays de Landivisiau, Saint-Thégonnec-Loc-Éguiner, Saint-Eloy, Lanneuffret                               | Landivisiau                    | 23                                        | 2                            |
| Notre-Dame-de-Tout-Remède    | Pays de Landerneau-Daoulas avec Le Faou et Rosnoën mais sans Saint-Eloy, Loperhet et Lanneuffret        | Landerneau                     | 22                                        | 4                            |
| Notre-Dame-du-Folgoët        | Anciens canton de Lesneven, de Lannilis et de Plabennec                                                 | Lesneven                       | 28                                        | 4                            |
| Saint-Mathieu                | Anciens canton de Saint-Renan et de Ploudalmézeau sans Locmaria-Plouzané                                | Saint-Renan                    | 6                                         | 4                            |
| Sainte-Trinité               | Brest (quartiers de Recouvrance et Saint-Pierre-Quilbignon), Plouzané, Locmaria-Plouzané, Guilers       | Brest (Notre-Dame de Kerbonne) | 7                                         | 1                            |
| Saint-Laurent                | Brest (quartier de Lambézellec) et Bohars                                                               | Lambézellec                    | 5                                         | 1                            |
| Saint-Louis                  | Centre-ville de Brest                                                                                   | Brest                          | 4                                         | 3                            |
| Notre-Dame-au-Levant         | Brest (quartier de Saint-Marc)                                                                          | Saint-Marc                     | 4                                         | 1                            |
| Saints-Pierre-et-Paul        | canton de Guipavas, Gouesnou, Plougastel-Daoulas et Loperhet                                            | Le Relecq-Kerhuon              | 5                                         | 2                            |

## Évêques originaires du diocèse de Quimper

### en exercice
- Alain Guellec, évêque de Montauban
- Yves Monot, spiritain, évêque émérite de Ouesso, république du Congo
- Gérard Le Stang, évêque d'Amiens

### décédés
- Jacques Jullien, archevêque de Rennes
- Louis Tirilly, évêque de Taiohae (îles Marquises)
- Hervé-Marie Le Cléac'h, évêque de Taiohae
- Vincent Favé, évêque auxiliaire de Quimper
- François-Mathurin Gourvès, évêque de Vannes